# Indigirka (Schiff)
Die Indigirka (russisch Индиги́рка) war ein Dampfschiff.

## Geschichte
Das Schiff wurde 1919 von der Manitowoc Shipbuilding Company gebaut und lief ebenfalls 1919 mit dem Namen Lake Galva vom Stapel. In der Zeit von der Indienststellung bis zum Verkauf 1938 an die Sowjetunion trug es mehrere verschiedene Namen. Mit dem Erwerb durch die UdSSR wurde es in Indigirka umbenannt. Es fuhr in Diensten von Dalstroi, einem lager-industriellen Komplex des Gulag, dem die Ausbeutung des äußersten Nordostens Russlands oblag, landläufig bekannt als Kolyma.
Am 8. Dezember 1939 verließ die Indigirka den Hafen Magadan am Ochotskischen Meer mit Kurs Wladiwostok. Das Kommando hatte Kapitän Nikolai Lawrentjewitsch Lapschin. An Bord befanden sich 39 Besatzungsmitglieder, 249 Fischer und ihre Familien, 50 Gefangene mit Bewachung sowie weitere 835 Gefangene.
Am 13. Dezember 1939 um 2:20 Uhr Ortszeit, anderen Quellen zufolge am 12. Dezember 1939, lief das Schiff in einem Schneesturm vor der japanischen Küste in der Nähe des Dorfs Sarufutsu in der Japanischen Unterpräfektur Sōya auf Grund. Das Schiff verfügte über keine Rettungsboote. Fremde Schiffe, die sich in der Nähe befanden, wurden nicht um Hilfe gebeten, denn derartige Häftlingstransporte unterstanden der strengsten Geheimhaltung.
Der Kapitän versuchte mit seinem Schiff in die La-Pérouse-Straße einzufahren. Die japanischen Rettungskräfte konnten den Kapitän und den größten Teil der Mannschaft, Wächter, und Fischer von dem auf Seite im seichten Wasser liegenden Schiff bergen.
Am 16. Dezember, nachdem die japanische Rettungsmannschaft den Rumpf mit Schweißbrennern öffnen konnten, fanden sie im Schiffsrumpf nur 28 Überlebende, von denen einer später starb. Mehr als 700 bzw. über 1.000 Häftlinge kamen ums Leben.
Später gab es ein gleichnamiges Schiff, das an der Operation Anadyr beteiligt war.

## Literatur

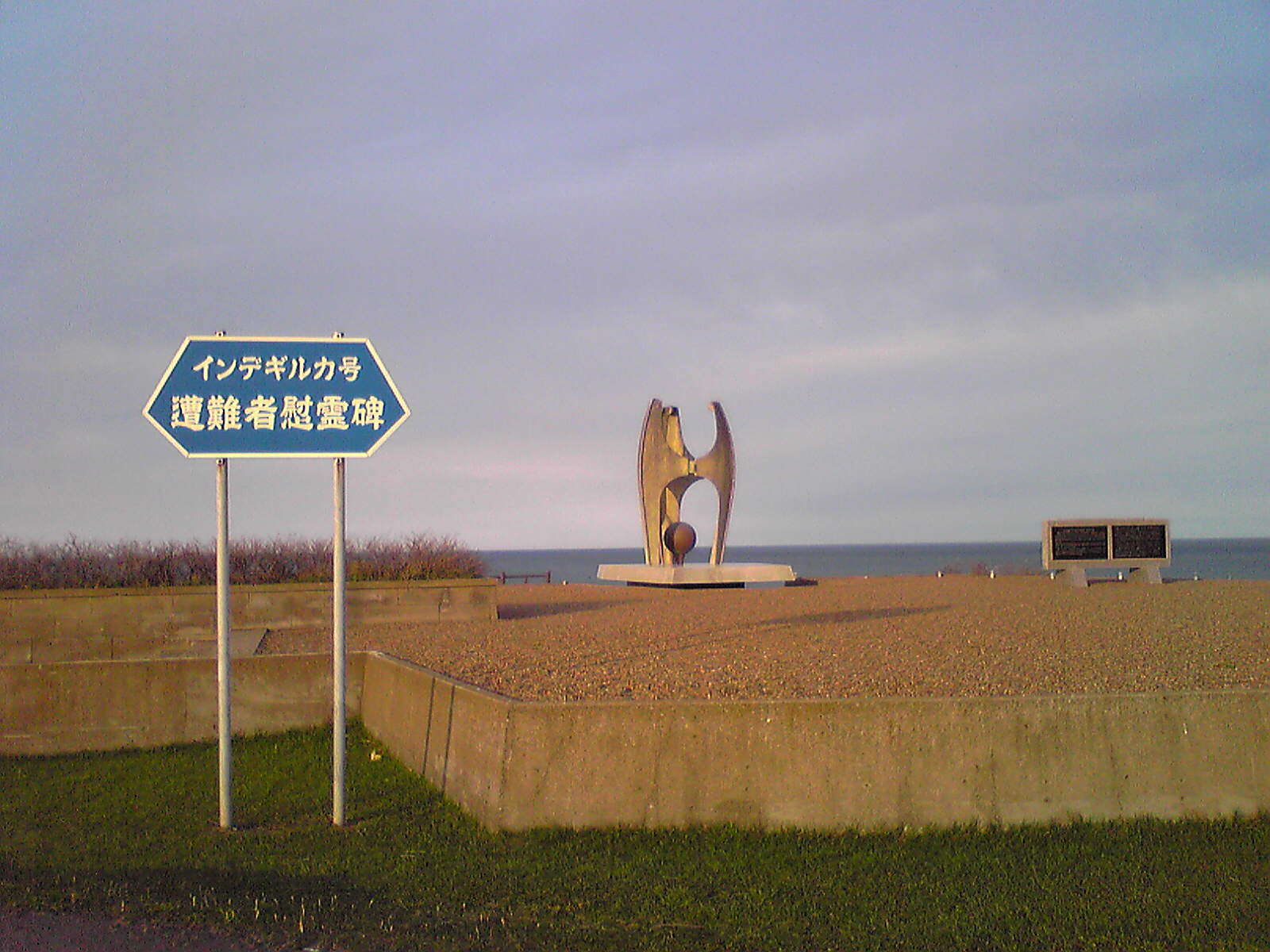
Denkmal für die Opfer